# Franc Perko
Franc Perko (Krka, 1929. – Ljubljana, 29. veljače 2008.), je bio beogradski nadbiskup i metropolit.

## Životopis
Franc Perko je rođen 1929. godine u Krki, u Sloveniji. Studij katoličke teologije završio je u Ljubljani, gdje je i zaređen za svećenika 1953. godine. Doktorirao je 1963. na Katoličkom bogoslovnom fakultetu u Ljubljani s tezom Filozofija i teologija sv. Ćirila i Metodija. Između 1965. i 1968. godine bio je na magistarskim studijima na Istočnom institutu u Rimu, gdje je magistrirao na temu povijesti i teologije Istočnih crkava. Od 1976. do 1981. godine bio je dekan Teološkog fakulteta u Ljubljani, a od 1985. do 1990. godine član Međunarodne teološke komisije u Rimu.
Za Beogradskog i prvog metropolita imenovan je 16. prosinca 1986. godine. Posvetio ga je papa Ivan Pavao II. 6. siječnja 1987. u Rimu. Beogradsku nadbiskupiju preuzeo je 15. veljače 1987. godine. Od 1991. godine član je međunarodne katoličko-pravoslavne teološke komisije. Po osnivanju Biskupske Konferencije Savezne Republike Jugoslavije 1997. godine izabran je za njezinog prvog predsjednika.
Posebno delikatno je bilo vrijeme biskupovanja od devedesetih godina 20 stoljeća i raspada SFR Jugoslavije. Unatoč neprilikama kojima je bio izložen, ostao je spreman za dijalog i s neistomišljenicima. Godine 1999. doživljava bombardiranje Beograda, odnosno Savezne Republike Jugoslavije. 
Zbog slabog zdravstvenog stanja je umirovljen. Nakon toga je živio u Sloveniji, sve do smrti 20. veljače 2008. godine.

## Vanjske poveznice
- Franc Perko

| Prethodnik:   | Beogradski nadbiskup (1986. – 2001.) | Nasljednik:       |
| Alojzije Turk | Beogradski nadbiskup (1986. – 2001.) | Stanislav Hočevar |